# Течение Куэтта — Тейлора
Течение Куэтта — Тейлора — в гидродинамике течение вязкой жидкости, возникающее под действием сил вязкого трения между двумя вращающимися с разными скоростями соосными цилиндрами.
Изменение картины течения при увеличении скорости вращения цилиндров является одним из самых распространённых сценариев перехода к хаосу (турбулентности) в простых течениях жидкости и газа.

## Картина течения
При малых угловых скоростях вращения цилиндров (при соответствующих числах Рейнольдса), поток устойчив и чисто круговой со скоростью
{\displaystyle v=C_{1}r+C_{2}/r}
({\displaystyle r} — цилиндрическая координата, постоянные {\displaystyle C_{1},C_{2}} определяются из граничных условий). Если цилиндры вращаются в одну сторону, то такое течение устойчиво при выполнении условия (получено Тейлором в 1923 году)
{\displaystyle \omega _{1}b^{2}<\omega _{2}a^{2},}
где {\displaystyle a} — радиус внешнего цилиндра. Сайндж получил (1938) этот критерий устойчивости без использованных Тейлором ограничений на относительные размеры цилиндров.
Потеря течением устойчивости (если критерий устойчивости не выполняется) проявляется в том, что в течение образуются так называемые вихри Тейлора. Они заполняют всё пространство между цилиндрами, направления их вращения чередуются. Если цилиндры вращаются в разные стороны, то образуется два ряда вихрей, ряд у поверхности внутреннего цилиндра имеет бо́льшую интенсивность.
Дальнейшее увеличение скорости вращения приводит к возникновению весьма сложной картины течения — турбулентному течению.
Различные режимы течения Куэтта — Тейлора получили собственные названия: вращающиеся вихри Тейлора, волновые пограничные течения и т. д.
Течение жидкости в кольцевом пространстве двумя вращающимися цилиндрами при действии градиента давления называется течением Тейлора — Дина (Taylor — Dean flow).

## История
Течение получило своё название (круговое течение Куэтта), после того как Морис Куэтт использовал сконструированное им устройство подобного вида для экспериментального измерения вязкости жидкости.
Сэр Джеффри Инграм Тейлор исследовал устойчивость течения Куэтта в 1923 году, эта работа стала одной из самых значимых в развитии теории гидродинамической устойчивости.
Тейлор показал, при увеличении угловой скорости вращения внутреннего цилиндра выше определённого порога чисто круговое течение становится неустойчивым и возникает новое устойчивое состояние с осесимметричными тороидальными вихрями, известными как вихри Тейлора. При дальнейшем увеличении угловой скорости вращения цилиндра течение переходит в состояния большей пространственно-временной сложности (возмущенный вихревой поток). Если два цилиндра вращаются в противоположных направлениях, то возникает спирально вихревой поток.